# Augmentativum
Augmentativum, slovo zveličelé je slovo s významem zveličelým nebo (zdánlivě) hrubším (ve srovnání s neutrálním slovem příbuzným), občas doprovázeným negativními konotacemi.
Opakem augmentativ jsou deminutiva (slova zdrobnělá).
Augmentativa jsou obecně i konkrétně v češtině mnohem méně častá než zdrobněliny; také je menší počet odvozovacích přípon. Nejobvyklejší jsou substantiva s příponou -sko (pes > psisko [zde negativní konotace], dub > dubisko, chlap > chlapisko), dále např. -ák (chlap > chlapák), -ucha (bába > babucha), -an (Míša > Mišák [hypokoristikon]). Existují i adjektiva: dlouhý > dlouhatánský.